# Rotfußkauz
Der Rotfußkauz (Strix rufipes), oder auch Rostfußkauz,  ist eine Art aus der Familie der Eigentlichen Eulen (Strigidae), die ausschließlich in Südamerika vorkommt. 

## Merkmale
Mit einer Körpergröße von etwa 33 bis 38 Zentimetern ist der Rotfußkauz innerhalb seiner Gattung eine mittelgroße Art. Federohren fehlen. Der Gesichtsschleier ist blass orange-braun bis blass ockerfarben und weist gewöhnlich dunkle konzentrische Linien auf. Die Kehle ist weiß. Die Körperoberseite ist sepiabraun mit einer blasseren Zeichnung, die vor allem auf dem Kopf und dem Nacken auffällt. Die Körperunterseite weist weiße, rötliche und dunkelbraune Querstreifen auf. Die Augen sind braun. Die Läufe und Zehen sind befiedert.  
Verwechslungsmöglichkeiten bestehen vor allem mit dem Chacokauz, dessen Gefieder allerdings deutlich blasser ist und der einen sehr hellen Gesichtsschleier hat.  

## Verbreitungsgebiet und Lebensraum
Der Rotfußkauz kommt in Zentralchile sowie im Süden von Argentinien vor. Seine südliche Verbreitungsgrenze liegt auf der Tierra del Fuego. Gelegentlich kommt er auch auf den Falklandinseln vor. Er ist grundsätzlich ein Standvogel, Jungvögel zeigen eine große Dispersionsneigung. Sein Lebensraum sind sehr dichte Scheinbuchen-Wälder an Berghängen oder in Tiefebenen. Seine Höhenverbreitung reicht von der Tiefebene bis in Höhenlagen von 2.000 Metern.

## Lebensweise
Der Rotfußkauz ist dämmerungs- und nachtaktiv. Er übertagt in Bäumen und sitzt dann meist in unmittelbarer Nähe zu einem mit Flechten bedeckten Baumstamm. Gelegentlich übertagt er auch in Baumhöhlen. Sein Nahrungsspektrum besteht aus kleinen Säugetieren bis zur Größe einer Ratte. Eine Rolle spielen auch Kleinvögel, Reptilien, Amphibien und Insekten. Wegen seiner sehr scheuen Lebensweise ist der Rotfußkauz ansonsten noch nicht sehr gut untersucht. Vermutlich ist er aber eine ganzjährig territoriale Art. Die Fortpflanzungszeit beginnt im Oktober. Das Gelege besteht aus zwei bis drei weißen Eiern. Ansonsten ist über seine Fortpflanzungsbiologie nichts bekannt. 

## Belege

### Einzelbelege
1. 1 2   König et al., S. 369

### Weblink
- Strix rufipes in der Roten Liste gefährdeter Arten der IUCN 2024.2. Eingestellt von: BirdLife International, 2024. Abgerufen am 10. Dezember 2024.
- Rotfußkauz (Strix rufipes) bei Avibase
- Rotfußkauz (Strix rufipes) auf eBird.org
- xeno-canto: Tonaufnahmen – Rotfußkauz (Strix rufipes)
- Rufous Legged Owl (Strix rufipes) in der Encyclopedia of Life.  (englisch).